# Helikon (gorovje)
Helikon (starogrško Ἑλικών; novogrško: Ελικώνας) je pogorje v okrožju Tespija v grški pokrajini Beociji. To pogorje je v antični grški mitologiji zelo pomembno. Visoko je do  1749 metrov in ni daleč od severne obale Korintskega zaliva, jugovzhodno od Livadije.

## Grška mitologija
V grški mitologiji sta bila tukaj dva izvira, posvečena Muzam: Aganipa in Hipokrena. V obeh imenih je beseda "konj" (ἵππος, hipos). Po mitu je Hipokrena  nastala, ko je krilati konj Pegaz s svojim kopitom tako močno udaril ob steno, da je iz nje pritekla voda. Na Helikonu je bil tudi izvir, ob katerem je postal Narcis obseden z lastno lepoto. Kalimah v svoji pesnitvi Vzroki opisuje, kako je sanjal, da je ponovno mlad in se pogovarja z Muzami na Helikonu. Na Helikonu je bilo tudi svetišče, posvečeno Muzam, v katerem so bili njihovi kipi . V Metamorfozah je rimski pesnik Ovidij pisal o tem, kako je Minerva obiskala Muze na Helikonu.
Hipokrena naj bi bila izvir pesniškega navdiha. Heziod je ob koncu 7. st. pr. n. št. pel o tem, kako je kot mladenič pasel ovce tukaj na pobočjih Helikona , kjer so Eros in Muze že imeli svoja svetišča . Muze so ga spodbudile, da je začel opevati izvor bogov. Tako je Helikon postal simbol pesniškega navdiha. Kalimah, ki je  sledil Heziodu, umešča na Helikon enega od mitov. Tejrezias (slepi Apolonov prerok iz Teb) je tu ugledal boginjo Ateno med kopanjem in zato oslepel, za povračilo pa je dobil dar prerokovanja.
Središče kulta Muz na Helikonu, v Dolini Muz, ki je blizu krajev Tespije in Askra, ki sta bila na pobočju pogorja Helikon, je obiskal Pavzanias v 2. st. pr. n. št. Obiskal je sveti gaj in izvir Aganipa ter opisal stanje, ki ga je našel. Videl je potret Evfeme, dojilje Muz, »reliefno izdelan v kamnu«, in tudi potret legendarnega pesnika Lina »na majhni steni izdelan v obliki votline«. V temenosu so bili kipi Apolona, Dioniza in znanih pesnikov, od katerih so bili nekateri delo znanih umetnikov. Tukaj je bil tudi žrtveni trinožnik, ki ga je Heziod osvojil na tekmovanju v Halkidi na otoku Evboja.
Mitski bog te gore se je prav tako imenoval Helikon.

## Renesansa
Pesniška podoba Helikona, nastala z rimskimi pesniki, je postala še enkrat kulturni navdih v renesansi in se pogosto omenja v poeziji. Helikon je bil navdih za delo madžarskega skladatelja Lea Festeticsa na gradu blizu Keszthelya. Festetics je knjižnico, ki jo je ustanovil, imenoval Helikon in s tem spodbujal pismenost in kulturo v svojem rojstnem mestu.

## Sodobni viri
- V 1980-tih je Australian Broadcasting Corporation radijski umetniški program imenovala Radio Helicon.[10]
- Glasbena skupina iz Manitowoca, Wisconsin, se je imenovala Heliconian River in igrala mešanico folka, roka in bluegrassa.
- Škotska skupina Mogwai je posnela dve skladbi za razpis BBC Sessions 1996–2003 za album z naslovom New Paths to Helicon, Pt. 1 in 2.
- Irski avtor Seamus Heaney je napisal pesem z naslovom Personal Helicon, ki se sklicuje na zgodbo o Narcisu in gori izvirov.
- Gora kot sedež Muz je navdihnila ime Helicon West za serijo odprti mikrofon v Loganu, Utah, Združene države Amerike, ki se je začela v letu 2005.[11]